# Frederik III của Đan Mạch
Frederik III ( tiếng Đan Mạch: Frederik; 18 tháng 3 năm 1609 – 9 tháng 2 năm 1670) là Vua của Đan Mạch và Na Uy từ năm 1648 cho đến khi qua đời vào năm 1670.